# I Ragazzi del Sole
I Ragazzi del Sole sono stati un gruppo musicale torinese di musica beat formatosi nel 1965. Le loro sonorità erano inizialmente legate al versante più psichedeliche e garage beat, per poi passare, negli anni '70, a generi più melodici della canzone italiana.

## Storia de I Ragazzi del Sole

### 1965: The Sun Boys
Come molti gruppi nati negli anni sessanta, anche I Ragazzi del Sole nascono da un gruppo di amici influenzati dalla musica beat inglese: iniziano a suonare nelle prime serate cover dei Beatles e dello Spencer Davis Group con il nome The Sun Boys, che viene in seguito tradotto; il nome nasce durante il primo viaggio di trasferimento per andare a suonare a Laigueglia: "c'era il sole ed era una giornata stupenda". Promotori il chitarrista Danilo Pennone, che assumerà il ruolo di Caporchestra e curatore dei contratti discografici e di lavoro ed il batterista Arcangelo Aluffi; entrambi suonarono per un certo periodo nell'orchestra di Andrea Mingardi. Il cantante Pierfranco Colonna aveva soggiornato per parecchi mesi in Inghilterra e conosceva bene l'inglese e la musica beat. L'organista Piercarlo Bettini aveva suonato in pubblico con qualche gruppo come Danilo e i Draghi e faceva le prove con I Cobra di Torino.

### 1966-1967:Atto Di Forza N°10
Vengono scoperti dal discografico svizzero Walter Guertler, che propone loro un contratto con una delle sue etichette, la Jolly, per cui incidono un 45 giri intitolato Se mi chiamerai/Non ridere di me (Jolly Hi-Fi Records, 1966) ed l'album omonimo che, oltre alle due canzoni del singolo, contiene alcune cover, sia in lingua italiana che in inglese: e se Chi può dirmi era la versione in italiano di Keep on Running dello Spencer Davis Group, Se mi chiamerai riprendeva Tell 'Em You Never Will di Harry Woods e Non ridere di me era Laugh at Me di Sonny Bono, tra le cover in inglese c'erano We Gotta Get Out of This Place di Shorty & Enchanting Souls/the Animals, Get Off My Cloud e Satisfaction dei Rolling Stones e Gloria dei Them ed altre.
Il cantante Pierfranco Colonna abbandona però il gruppo, a causa di scelte diverse in contrapposizione con il chitarrista Danilo Pennone. Si dedica in seguito alla carriera solista (con il nome d'arte Pierfranco Colonna), e viene sostituito dapprima da Mario Di Bari (che rimane pochi mesi senza incidere alcun disco, passando poi ai Cocks) e poi da Paolo Melfi, proveniente da i Caimani (che hanno conosciuto durante un loro concerto al Crazy di via Galliari a Torino), che entra nel complesso il 16 giugno 1966; il gruppo cambia casa discografica e passa all'Ariston Records, per cui incidono la loro canzone di maggior successo, Atto di forza n° 10 (Ariston Records, 1966), che descrive le lotte tra le bande di strada giovanili (sul retro del 45 giri vi è una cover di Something you got di Wilson Pickett, intitolata So che tu non credi). Anche se il singolo non vide l'appoggio di radio e TV, il brano vendette molto bene, garantendo alla band un tour italiano con molte date, e concerti al fianco di The Primitives, The Sorrows, Ricky Shayne e Patrick Samson. Il tour comprese anche il tempio della musica beat in Italia, che era il Piper Club di Roma e poi negli omologhi di Milano, Viareggio e Torino. Da ricordare le partecipazioni in RAI a Settevoci con Pippo Baudo e Chi ti ha dato la patente? con Mascia Cantoni.
Con il disco successivo, Il gatto di notte/...e la terra si allontana (Ariston Records, 1967), si avvicinano alle sonorità psichedeliche, utilizzando uno strumento inventato da loro, il tubifon (un tubo di alluminio piatto con una corda di metallo) , ma riscuotono meno successo del precedente: il lato B è particolarmente interessante, in quanto racconta di un gruppo di astronauti che si perdono nello spazio (ben prima del successo di Space Oddity di David Bowie).
Non c'è tempo di aspettare è l'ultimo 45 giri per la Ariston: deve essere scelta come sigla per il programma televisivo Lei non si preoccupi ma all'ultimo momento viene scelto un altro brano, anche se sulla copertina del 45 giri la scritta rimane (sul retro l'ennesima versione italiana di Happy together dei Turtles è cantata dall'organista Bettini); ciò, insieme ad altre tensioni latenti, provoca un grosso litigio tra il chitarrista Danilo Pennone e gli altri membri del complesso, che porta Pennone a impossessarsi del nome, in quanto caporchestra e promotore del gruppo.
Il resto della band continuarono ad usare lo stesso nome per un certo periodo, nonostante le diffide di Pennone (sostituito alla chitarra da Giorgio Marotti), cambiando poi il nome in Spirale 20 e diventando nel 1969 il gruppo di accompagnamento di Lillian, cantante che incide alcuni 45 giri per la Durium; si sciolgono poi a dicembre del 1970, e Melfi entra nei Volti '70.

### 1968-1969: La Kansas Records ed I Ragazzi del Sole di Danilo Pennone
Nascono nel tempo con lo stesso nome, ma con altri componenti, svariate formazioni tra cui Furio Chirico (poi batterista nei The Trip e negli Arti e Mestieri), sostituito in seguito da Valerio Liboni, Carlo Lena, Celestino Scaringella, Giovanni Foresti.

### 1970-1979: Il periodo melodico
Nel 1970 entreranno nel gruppo due musicisti eporediesi, Lorenzo Avico e Roberto Valle.
Nel 1971, dopo l'uscita dei musicisti confluiti ne La Strana Società, Danilo Pennone chiama a sostituirli Piero Damosso alla voce, Cesare Plantulli alla batteria e Beppe Casellato, suo collaboratore e collega nella DKF Folklore, al basso.
Questi nuovi Ragazzi del Sole cambiano genere, diventando più melodici e pubblicando un secondo album, oltre ad alcuni 45 giri fino al 1983 (che la Giallo Records ha raccolto in un CD intitolato C'era il sole ed eravamo ragazzi), avvicinandosi con To find my way persino alla discomusic; Pennone, che lascerà il gruppo nel 1973 (cedendo ad Avico i diritti per l'utilizzo del nome), continuerà a lavorare nel mondo musicale, lavorando nello studio di registrazione Format di Torino e collaborando con Paolo Conte per le registrazioni dei suoi primi due album (suona il contrabbasso e la chitarra ed è, insieme a Happy Ruggiero, il tecnico del suono; alla batteria un altro elemento del gruppo, Louis Atzori), con i Dedalus e con i Living life per il loro album Left: from experience to experience nel quale partecipa Bettini Piercarlo in veste di pianista.

### I Ragazzi del Sole dopo il tramonto
Nel 1990, in occasione della partecipazione di Melfi come concorrente al rifacimento dei quiz Lascia o raddoppia? (condotto da Giancarlo Magalli e Bruno Gambarotta ed in onda su Raiuno), i Ragazzi del sole si riformano (con Andreozzi Adalberto alla chitarra) e altri elementi. Per l'occasione, eseguono So che tu non credi: la riunione, però, resterà un fatto isolato.
Piercarlo Bettini non partecipò perché impegnato in Svizzera nello studio DINEMEC di Ginevra, in una registrazione con il chitarrista Steve Howe degli Yes, per l'incisione di un CD intitolato Seraphim, con una sua composizione The substance of Star, e altre due composizioni con Paul Sutin e Steve Howe: A Venetian Passage e Seraphim, ed infine un'altra con Paul Sutin intitolata "Passione Magica.
Nel 1997 Melfi inciderà un CD, con la collaborazione di Pennone, Liboni (batterista in un periodo successivo a quello in cui era presente Melfi) e Marco Bonino, per la DV More Record intitolato I Ragazzi del Sole - Il meglio, in cui vi sono otto vecchi successi riarrangiati, due canzoni degli anni '60 del repertorio di altri gruppi (Chi può dirmi e Quando un uomo non sa amare) e quattro inediti.
I singoli componenti continuano l'attività musicale: Paolo Melfi il 17 novembre 2006 ha festeggiato il suo sessantesimo compleanno con un grande concerto gratuito che si è tenuto al Magazzino di Gilgamesh a Torino, con il suo gruppo Paolo Melfi Swing Quartet, ovvero, gli Unit Four, mentre Arcangelo Aluffi è invece il batterista dei Contromano, gruppo che suona cover di brani rock'n'roll; Piercarlo Bettini  ha suonato le tastiere nel gruppo di rock progressivo dei Living life fino al 1975, ha partecipato ad altri progetti tra i quali il Music Festival di Montreux nel 1989 con Paul Sutin e altri musicisti internazionali presentando il disco di New Age "Seraphim", in seguito Bettini Piercarlo ha lavorato per la DINEMEC Studio Switzerland incidendo un altro CD con la cantante olandese Marijike Aarts nel disco "Pour Véronique" pianoforte e voce, e si sono anche esibiti insieme in concerti diversi come al Palazzo dei Congressi di Crans Montana e altri hotel rinomati di Lausanne e di Ginevra come L'Hôtel de Bergues, Beau Rivage. Piercarlo Bettini ha anche suonato con il cantante Patrick Samson a Beirut in concerti nelle Università e alla televisione Libanese. Con il gruppo Kaliti Bend per sei mesi sull'Espresso Corinto facendo scalo in Grecia, in Turchia e in Jugoslavia con Roberto Balocco (batteria), Adalberto Andreozzi (chitarra) Roberto Favaro (basso).
Tramite i contatti dei fratelli Libanesi di Patrick Samson, Bettini Piercarlo firmò un contratto come pianista Ristorante e pianista Bar nell'hotel Bagdhad a Baghdad in Iraq, dove si esibì per il presidente in carica Saddam Hussein nello stesso hotel usato frequentemente per le loro riunioni Presidenziali. Danilo Pennone creerà uno studio di registrazione lA FORMAT a Torino ed in seguito nel 1976 parteciperà con grande entusiasmo alla nascita delle televisioni locali Telestudio Torino ed in seguito Telecupole di Cavallermaggiore. Creerà poi un'agenzia pubblicitaria.

## Formazione
- Pierfranco Colonna: voce (dal 1965 al 1966)
- Mario Di Bari: voce (nel 1966)
- Paolo Melfi: voce (dal 1966 al 1968)
- Celestino Scaringella: voce (dal 1968 al 1970)
- Franco Nalotto: voce (dal 1973 al 1975)
- Vito Pedone: voce (dal 1974 al 1981)
- Carlo Marcoz: basso (dal 1965 al 1968)
- Gianni Foresti: basso (dal 1968 al 1970)
- Beppe Casellato: basso (nel 1971)
- Piero Damosso: voce (nel 1971)
- Roberto Valle: basso (dal 1971 al 1972)
- Antonio D'Ambrosio: basso (dal 1976 al 1981)
- Danilo Pennone: chitarra
- Arcangelo Aluffi: batteria (dal 1965 al 1968)
- Furio Chirico: batteria (dal 1968 al 1969)
- Valerio Liboni: batteria (dal 1969 al 1970)
- Cesare Plantulli: batteria (dal 1970 al 1971)
- Louis Atzori: batteria (dal 1971 al 1973)
- Pier Grosjacques: batteria (dal 1973 al 1975)
- Piercarlo Bettini: organo (dal 1965 al 1968)
- Carlo Lena: tastiere (dal 1968 al 1970)
- Enzo Lamarca: tastiere (dal 1970 al 1972)
- Bruno Mosca: voce (dal 1981 al 1986)
- Avico Lorenzo: tastiere (dal 1970 al 1997)
- Sergio Bergamin: tastiere (dal 1978 al 1995)

## Discografia

### Album in studio
- 1966 - I Ragazzi del Sole
- 1970 - Help hush hey (con i The Solist Group e i The Juniors)
- 1970 - Il suono del sole

### Singoli
- 1966 - Se mi chiamerai/Non ridere di me
- 1966 - Atto di forza n° 10/So che tu non credi
- 1967 - Il gatto di notte/...e la terra si allontana
- 1967 - Non c'è tempo di aspettare/Per vivere insieme
- 1968 - Semplici parole/Se giro gli occhi
- 1969 - Più felicità/Shabada
- 1970 - Nostalgia di te/Nei tuoi pensieri
- 1970 - Hey Jude/Eloise
- 1970 - Nessuno al mondo ti ama più di me/Ragazzina ragazzina
- 1970 - Pa' diglielo a ma'/Canzone blu
- 1973 - Un esame di coscienza/Piangi per te
- 1979 - To find my way/Fiaba
- 1983 - Nel giardino di Tamara/Santa Monica

### Raccolte
- 1996 - C'era il sole ed eravamo ragazzi
- 1997 - I Ragazzi del Sole - Il meglio